# Nathan Deal
John Nathan Deal (født 25. august 1942 i Millen, Georgia) er en amerikansk politiker. Han  var den 82. guvernør for den amerikanske delstat Georgia fra 2011-19. Deal har siden 1995 været medlem af det Republikanske parti.
Deal blev valgt til Repræsentanternes Hus i 1992 for det Demokratiske parti. Han skiftede i 1995 til det Republikanske parti. Deal meddelte den 1. marts 2010 at han trådte ud af senatet, da han ville stille op som sit partis kandidat til guvernørposten i hjemstaten Georgia. 
Nathan Deal vandt 10. august 2010 republikanernes primærvalg over modkandidaten Karen Handel, med mindre end 2500 stemmer.    Nathan Deal vandt 2. november 2010 guvernørvalget over sin demokratiske modkandidat Roy Barnes. Deal blev 10. januar 2011 taget i ed som Gerogias 82. guvernør, hvor han afløste partifællen Sonny Perdue.
Nathan Deal har arbejdet som advokat og er uddannet fra Mercer University og Walter F. George School of Law.